# Мёрдок, Иан
И́ан Э́шли Мёрдок (англ. Ian Ashley Murdock; 28 апреля 1973, Констанц — 28 декабря 2015[…], Сан-Франциско, Калифорния) — основатель проекта Debian и коммерческого дистрибутива Progeny Debian.

## Биография
Являлся техническим директором Группы открытых стандартов и лидером рабочей группы Linux Standard Base, а также основателем компании Progeny Linux Systems. В последние дни своей жизни проживал в городке Фишерс, штат Индиана, США.
В 1993 году студент Университета Пердью Иан Мёрдок написал «Манифест Debian». В 1996 году здесь же Иан получает степень бакалавра в области информационных технологий.
Проект Debian назван по имени самого Иана и его бывшей жены (в то время ещё подруги) Дебры (Debra).
В 2007 году Основатель дистрибутива Debian GNU/Linux перешёл в Sun Microsystems на должность директора отдела операционных платформ. Впоследствии занимался разработкой проекта OpenIndiana, дистрибутива OpenSolaris.
С ноября 2015 до своей смерти Мёрдок работал на Docker.

## Смерть
Погиб в Сан-Франциско 28 декабря 2015 года при не вполне ясных обстоятельствах. За несколько часов до смерти Мёрдока в его Twitter-аккаунте появились сообщения, рассказывающие о конфликте с полицией и выражающие сначала намерение совершить самоубийство, а потом — посвятить дальнейшую жизнь борьбе с полицейской жестокостью. Остаётся неясным, действительно ли эти твиты были написаны самим Мёрдоком, или же получившим доступ к его аккаунту третьим лицом (стиль этих твитов не совпадает с обычным стилем Мёрдока). Вскоре после гибели его аккаунт был удалён.
В полиции Сан-Франциско позднее заявили, что его внешний вид соответствовал описанию в освидетельствованной попытке взлома, а при задержании он был в алкогольном опьянении и вёл себя вызывающе. При транспортировке в полицейской машине он разбил себе голову, после чего был помещён в больницу, а вскоре отпущен. Также в полиции добавили, что он не был похож на самоубийцу и прошёл медицинский осмотр перед освобождением. Затем его задержали и освободили повторно, а вскоре после этого, по заявлению полиции, он был найден мёртвым у себя дома. Ранее Мёрдок никогда не имел проблем с законом. В июле 2016 года эксперты вынесли заключение, что смерть Мёрдока была самоубийством.